# La Granjuela
La Granjuela és un municipi de la província de Còrdova a la comunitat autònoma d'Andalusia, a la comarca de Valle del Guadiato.

## Demografia
| 1996 | 1998 | 1999 | 2000 | 2001 | 2002 | 2003 | 2004 | 2005 | 2006 |
| ---- | ---- | ---- | ---- | ---- | ---- | ---- | ---- | ---- | ---- |
| 519  | 512  | 517  | 496  | 500  | 501  | 502  | 498  | 487  | 501  |